# そ
そ або ソ (/so/; МФА: [so] • [so̜ ̞]; укр. со) — склад в японській мові, один зі знаків японської силабічної абетки кана. Становить 1 мору. Розміщується у комірці 5-го рядка 3-го стовпчика таблиці ґодзюон.
Має похідні дзвінкі звуки — ぞ або ゾ (/zo/; МФА: [(d)zo] • [(d)zo̜ ̞]; укр. дзо).

## Короткі відомості

### Опис
Фонема сучасної японської мови. Складається з одного ясенного приголосного звука та одного огубленого голосного заднього ряду високо-середнього піднесення /o/ (お). Приголосні бувають різними залежно від типу.
| Глухий ясенний щілинний:   |  | /s/ → | そ | [so]  | (основний звук)                               |
| Дзвінкий ясенний щілинний: |  | /z/ → | ぞ | [zo]  | (похідний звук; в середині слова)             |
| Дзвінкий ясенний африкат:  |  | /z/ → | ぞ | [d͡zo] | (похідний звук; на початку слова і перед /N/) |

### Порядок
Місце у системах порядку запису кани:
- Порядок ґодзюону: 15.
- Порядок іроха: 18. Між れ і つ.

### Абетки
- Хіраґана: そ

Походить від скорописного написання ієрогліфа 曾 (со, минулий).
- Катакана: ソ

Походить від скорописного написання верхньої частини ієрогліфа 曾 (со, минулий).
- Манйоґана: 宗 • 祖 • 素 • 蘇 • 十 • 所 • 則 • 曾 • 僧 • 増 • 憎 • 衣 • 背 • 苑

### Транслітерації

#### そ
- Кирилиця:
Система Поліванова: СО (со).
Альтернативні системи: СО (со).
- Латинка
Система Хепберна: SO (so).
Японська система: SO (so).
JIS X 4063: so
Айнська система: SO (sa).

#### ぞ
- Кирилиця:
Система Поліванова: ДЗО (дзо).
Альтернативні системи: ДЗО (дзо), ЗО (зо)
- Латинка
Система Хепберна: ZO (zo).
Японська система: ZO (zo).
JIS X 4063: zo
Айнська система: ZO (zo).

### Інші системи передачі
- Шрифт Брайля:
| －● ●● －● |
- Радіоабетка: СОробан но СО (そろばんのソ; «со» рахівниці)
- Абетка Морзе: －－－・